# فالي ميلز (فيرجينيا الغربية)
فالي ميلز (بالإنجليزية: Valley Mills, West Virginia)‏ هي منطقة سكنية تقع في الولايات المتحدة في مقاطعة وود.  يقدر عدد سكانها   وترتفع عن سطح البحر 218.85 متر.